# Жупанијска лига Мађарске у фудбалу
Жупанијска лига Мађарске у фудбалу (мађ. Megyei Bajnokság I) је четврти ниво мађарског фудбала.
У садашњем систему мађарског фудбалског првенства постоје жупанијска првенства која су испод НБ III, а првенство Будимпеште у главном граду. Ове лигашке дивизије су у надлежности окружних управа Мађарског фудбалског савеза (правних следбеника бивших жупанијских фудбалских савеза). Прва дивизија шампионата одговара четвртој дивизији на националном нивоу.
Некада је већина жупанија имала два првенствена одељења, а данас се у већини жупанија првенствене борбе одржавају у три, а у некима и четири дивизије (ово је последица чињенице да су некадашња жупанијска, а потом и општинска првенства била прешла у надлежност округа). О броју запослених и радним местима у сваком одељењу одлучује надлежно окружна управа. Жупанијска првенства I. разреда су једногрупна, а њихови прваци се жребају у парове и играју класификације. Победници дуела пласирају се у НБ III, из које поражени иду на првенство своје жупаније. Жупанија II, III, евентуално IV у зависности од броја екипа, одељење може бити једногрупно или подељено у више група по територијалној основи. Победници сваког првенства напредују за по једну дивизију, број елиминација зависи од групног пласмана, као и од тога да ли првак дате жупаније побеђује у класификацијама који се играо за НБ III, и колико жупанијских екипа испада из НБ III. Нови тимови формирани без правног претходника почињу свој наступ у најнижој дивизији (жупанијски ниво III или IV ).

## Бач-Кишкун
У жупанији Бач-Кишкун, тимови се такмиче у три првенствене дивизије, II разред два, III разред је подељене у четири групе.
- Бачко-кишкунско првенство у фудбалу — Жупанија I – 12 екипа
- Бачко-кишкунско првенство у фудбалу (друга лига) — Жупанија II
  - Јужна група – 13 екипа
  - Северна група – 12 екипа
- Фудбалско првенство округа Бач-Кишкун (трећа дивизија — Жупанија III
  - Јужна група 13 екипа
  - Северна групе 13 екипа
  - Централна група 14 екипа
  - Западна група 13 екипа

## Барања
У жупанији Барања тимови се такмиче у четири првенствене дивизије, III разред је подељен у три групе.
- Фудбалско првенство округа Барања (прва дивизија) — АутоСити Фолксваген Жупанија I – 16 тимова
- Фудбалско првенство округа Барања (друга лига) — АутоСити Фолксваген Жупанија II  – 15 тимова
- Фудбалско првенство округа Барања (трећа дивизија) — АутоСити Фолксваген Жупанија III.
  - Група Михалљ Чибулка – 12 екипа
  - Група Јене Чик – 12 екипа
  - Група Ференц Дардаи – 12 екипа

## Бекеш
У жупанији Бекеш није било довољно пријављених екипа за почетак жупанијских првенстава прве и друге класе, па је створено квалификационо првенство. Тако да су 24 именована тима подељена су у квалификационе групе са ознаком „А“, „Б“, „Ц“ за јесен на основу резултата у претходној сезони. Прве и последње 4 из групе пролазе у I и II дивизију за "А" групу. У другу групу II дивизије један прелази у јесењем делу а два тиме у пролеће, III разред се претвара у једну групу.
- Фудбалско првенство округа Бекеш (прва дивизија) — Квалификационо првенство (јесен)
  - Група „А“ – 8 екипа
  - Група „Б“ – 8 екипа
  - Група „Ц“ – 8 екипа
- Фудбалско првенство округа Бекеш (прва класа) — Жупанија I – 12 екипа (пролеће)
- Фудбалско првенство округа Бекеш (друга лига) — Жупанија II
  - Група „А“ – 12 екипа (пролеће)
  - Група „Б“ – 16 екипа
- Фудбалско првенство округа Бекеш (трећа дивизија) — Жупанија III – 16 тимова

## Боршод-Абауј-Земплен
У жупанији Боршод-Абауј-Земплен тимови се такмиче у три првенствене дивизије, II разред у три, III разред је подељен у пет група.
- Фудбалско првенство округа Боршод-Абауј-Земплен (прва класа). Округ I – 16 екипа
- Фудбалско првенство округа Боршод-Абауј-Земплен (друга лига). Округ II
  - Северна група – 16 екипа
  - Група Исток - 16 екипа
  - Централна група - 16 екипа
- Фудбалско првенство округа Боршод-Абауј-Земплен (трећа лига). Округ III
  - Група Запад – 7 екипа
  - Група Исток - 7 екипа
  - Северна група – 7 екипа
  - Јужна група – 7 екипа

## Будимпешта
У Будимпешти, тимови се такмиче у четири првенствене дивизије, III разред три, IV разред је подељен у четири групе.
- Фудбалско првенство Будимпеште (прва лига) — БЛСЗ I – 16 тимова
- Фудбалско првенство Будимпеште (друга лига) — БЛСЗ II – 16 тимова
- Фудбалско првенство Будимпеште (трећа лига) — БЛСЗ III
  - 1. група – 14 екипа
  - 2. група – 13 екипа
  - 3. група – 14 екипа
- Фудбалско првенство Будимпеште (четвртина дивизија) — БЛСЗ IV
  - 1. група – 12 екипа
  - 2. група – 11 екипа
  - 3. група – 14 екипа
  - 4. група – 13 екипа

## Чонград-Чанад
У жупанији Чонград-Чанад, тимови се такмиче у четири првенствене дивизије, IV разред је подељен у две групе.
- Чонградско-Чанадско првенство у фудбалу (прва дивизија) — Жупанија I – 14 екипа
- Чонградско првенство у фудбалу (друга лига) — Жупанија II – 15 екипа
- Чонградско првенство у фудбалу (трећа дивизија) — Жупанија III – 15 екипа
- Чонградско-Чанадско првенство у фудбалу (четвртина дивизија) — Жупанија IV
  - Сандбек група – 12 група
  - Тиско-марош група – 12 група

## Фејер
У жупанији Фејер тимови се такмиче у три првенствене дивизије, II разред два, III разред је подељен у три групе.
- Фудбалско првенство жупаније Фејер (прва класа) — Висло Транс Жупанија III – 16 тимова
- Фудбалско првенство жупаније Фејер (друга лига) — Жупанија II
  - Група Термовар Север – 12 екипа
  - Група Југ – 13 екипа
- Фудбалско првенство жупаније Фејер (трећа дивизија) — Жупанија III
  - Аквитал група Север – 11 екипа
  - Симик Ивег-Ашваљ група Запад – 11 екипа
  - Хорфер куп група Југ – 12 екипа

## Ђер-Мошон-Шопрон
У жупанији Ђер-Мошон-Шопрон тимови се такмиче у три првенствене дивизије, II разред три, III разред је подељен у девет група.
- Фудбалско првенство округа Ђер-Мошон-Шопрон (први разред) — Жупанија I – 16 екипа
- Фудбалско првенство округа Ђер-Мошон-Шопрон (друга лига) — Жупанија II
  - Северна група – 14 екипа
  - Група Исток - 16 екипа
  - Група Запад – 14 екипа
- Фудбалско првенство округа Гиор-Мосон-Сопрон (трећа лига) — Жупанија III
  - Ђер Група А – 16 екипа
  - Ђер А. резервна група – 16 екипа
  - Ђер Б. група – 13 екипа
  - Мовар група – 13 екипа
  - Чорна група – 16 екипа
  - Чорна резервна група – 12 екипа
  - Шопрон А. група – 8 екипа
  - Шопрон А. резервна група – 8 екипа
  - Шопрон Б. група – 8 екипа

## Хајду-Бихар
аз жупанији Хајду-Бихар се такмиче у три првенствене дивизије, III разред је подељен у две групе.
- Фудбалско првенство жупаније Хајду-Бихар (прва дивизија) — Жупанија I – 16 тимова
- Фудбалско првенство жупаније Хајду-Бихар (друга лига) — Жупанија II – 18 екипа
- Фудбалско првенство жупаније Хајду-Бихар (трећа дивизија) — Жупанија III
  - Северна група – 12 екипа
  - Јужна група – 11 екипа

## Хевеш
У жупанији Хевеш, тимови се такмиче у три првенствене дивизије, III разред је подељен у две групе.
- Фудбалско првенство жупаније Хевеш (прва лига) — Жупанија I – 14 тимова
- Фудбалско првенство жупаније Хевеш (друга лига) — Жупанија II – 16 тимова
- Фудбалско првенство жупаније Хевеш (трећа дивизија) — Жупанија III
  - Група Исток - 12 екипа
  - Група Запад – 11 екипа

## Јас-Нађкун-Солнок
У жупанији Јас-Нађкун-Солнок тимови се такмиче у три првенствене дивизије.
- Фудбалско првенство жупаније Јас-Нађкун-Солнок (прва дивизија) — Жупанија I – 15 екипа
- Фудбалско првенство жупаније Јас-Нађкун-Солнок (друга лига) — Жупанија II – 14 тимова
- Фудбалско првенство жупаније Јас-Нађкун-Солнок (трећа дивизија) — Жупанија III – 15 тимова

## Комаром-Естергом
У жупанији Комаром-Естергом тимови се такмиче у три првенствене дивизије, III разред је подељен у две групе.
- Фудбалско првенство жупаније Комаром-Естергом (прва дивизија) — Жупанија I – 13 тимова
- Фудбалско првенство жупаније Комаром-Естергом (друга лига) — Жупанија II – 16 екипа
- Фудбалско првенство жупаније Комаром-Естергом (трећа лига) — Жупанија III
  - Група Евротрговине Југ – 14 екипа
  - Група Евротрговине Север – 14 екипа

## Ноград
У жупанији Ноград тимови се такмиче у три првенствене дивизије, III разред је подељен у три групе.
- Фудбалско првенство жупаније Ноград (прва дивизија) — Жупанија I – 14 тимова
- Фудбалско првенство жупаније Ноград (друга лига) — Жупанија II – 10 тимова
- Фудбалско првенство жупаније Ноград (трећа дивизија) — Жупанија III
  - Група Исток - 16 екипа
  - Група Запад – 17 екипа

## Пешта
У жупанији Пешта тимови се такмиче у четири првенствене дивизије, II разред два, III разред три, IV разред је подељен у четири групе.
- Фудбалско првенство жупаније Пешта (прва лига) — Жупанија I – 16 екипа
- Фудбалско првенство жупаније Пешта (друга лига) — Жупанија II
  - Јужна група – 16 екипа
  - Северна група – 16 екипа
- Фудбалско првенство округа Пешта (трећа лига) — Жупанија III
  - Северна група – 14 екипа
  - Источна група – 14 екипа
  - Југозападна група – 14 екипа
- Фудбалско првенство жупаније Пешта (четвртина дивизија) — Жупанија IV
  - Североисточна група – 12 екипа
  - Северозападна група – 12 екипа
  - Јужна група – 13 група
  - Југоисточна група – 12 екипа

## Шомођ
У жупанији Шомођ, тимови се такмиче у четири првенствене дивизије, III, IV разред је подељен у две групе.
- Фудбалско првенство округа Шомођи (прва дивизија) — Жупанија I – 14 тимова
- Фудбалско првенство округа Шомођи (друга лига) — Жупанија II – 16 тимова
- Шомогијско првенство у фудбалу (трећа дивизија) — Жупанија III
  - Јужна група – 8 екипа
  - Северна група – 8 екипа
- Фудбалско првенство округа Шомођи (четвртина дивизија) — Жупанија IV
  - Јужна група – 12 екипа
  - Северна група – 11 екипа

## Саболч-Сатмар-Берег
У жупанији Саболч-Сатмар-Берег тимови се такмиче у три првенствене дивизије, II разред три, III разред је подељен у четири групе.
- Фудбалско првенство округа Саболч-Сатмар-Берег (прва дивизија) — Тисантули Такарек Жупанија I – 16 тимова
- Фудбалско првенство округа Саболч-Сатмар-Берег (друга лига) — Жупанија II
  - Група Панонија Зрт. – 15 екипа
  - Група Њирерде – 16 екипа
  - Група Источна Мађарска – 15 екипа
- Фудбалско првенство округа Саболч-Сатмар-Берег (трећа дивизија) — Жупанија III
  - Саболч група – 11 екипа
  - Њирсег група – 12 екипа
  - Реткез група – 11 екипа
  - Самош група – 13 екипа

## Толна
У жупанији Толна тимови се такмиче у три првенствене дивизије, III разред је подељен у две групе.
- Окружно првенство Толне у фудбалу (први разред) — Жупанија I – 9 екипа
- Окружно првенство Толне у фудбалу (друга лига) — Жупанија II – 12 екипа
- Окружно првенство у фудбалу Толна (трећа лига) — Жупанија III
  - Група Исток - 14 екипа
  - Група Запад – 13 екипа

## Ваш
У У жупанији Ваш, тимови се такмиче у три првенствене дивизије, II разред два, III разред је подељен у три групе.
- Окружно првенство у фудбалу Вас (прва лига) — Жупанија I – 17 екипа
- Окружно првенство у фудбалу Вас (друга лига) — Жупанија II
  - Северна група – 16 екипа
  - Јужна група – 14 екипа
- Окружно фудбалско првенство Вас (трећа лига) — Жупанија III
  - Корменд група – 16 екипа
  - Шарварска група – 15 екипа
  - Група Сомбатхељ – 16 екипа

## Веспрем
У жупанији Веспрем тимови се такмиче у четири првенствене дивизије, III разред је подељен у пет група.
- Фудбалско првенство округа Веспрем (прва дивизија)| — Вехир.ху Жупанија I – 15 тимова
- Фудбалско првенство округа Веспрем (друга дивизија) — КореКом СИ Жупанија II – 10 тимова
- Фудбалско првенство округа Веспрем (трећа дивизија) — КореКом СИ Жупанија III
  - Северна група – 12 екипа
  - Група Северозапад – 11 екипа
  - Група Исток – 14 екипа
  - Централна група – 13 екипа
  - Јужна група – 14 екипа

## Зала
У жупанији Зала тимови се такмиче у три првенствене дивизије, III разред је подељен у пет група.
- Залско првенство у фудбалу (прва лига) — Жупанија I – 15 екипа
- Залско првенство у фудбалу (друга лига) — Жупанија II – 16 екипа
- Залско првенство у фудбалу (трећа лига) — Жупанија III
  - Северна група – 15 екипа
  - Средња група – 16 екипа
  - Западна група – 14 екипа
  - Група Исток – 14 екипа
  - Јужна група – 14 екипа